# Герб Мак-Кенлі
Герберт Генрі «Герб» Маккенлі (англ. Herbert Henry «Herb» McKenley; 10 липня 1922 — 26 листопада 2007) — ямайський легкоатлет, спринтер. Олімпійський чемпіон.